# ホーリー・ロッホ
座標: 北緯55度59分13秒 西経4度55分59秒 / 北緯55.98694度 西経4.93306度

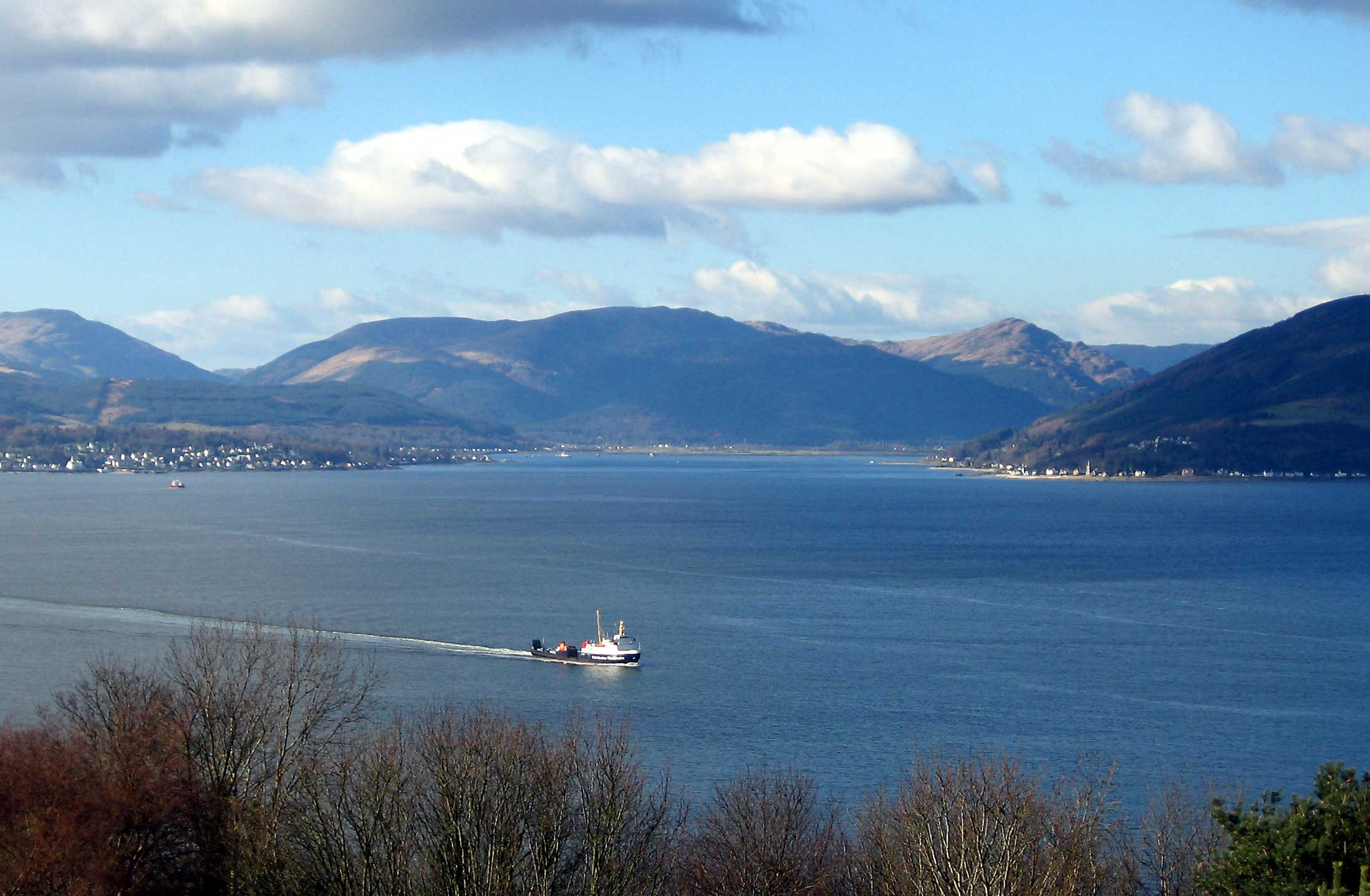
ホーリー・ロッホ

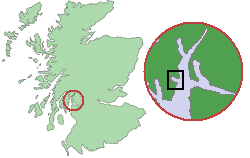
位置

ホーリー・ロッホ(Holy Loch)はスコットランド西岸にある湾。クライド湾東部にある入り江であり、南東方向に開けている。幅2km弱、長さは約5km。
第二次世界大戦中はイギリス海軍の潜水艦部隊の泊地であった。その後、1960年から1992年にかけてアメリカ海軍弾道ミサイル潜水艦(SSBN)の泊地として利用されており、潜水艦母艦や支援艦艇、移動式浮きドックなどが停泊し、SSBNに対して兵站支援を行っていた。